# Schönwölkau
Schönwölkau là một thị xã thuộc huyện Nordsachsen, trong bang tự do Sachsen, Đức và là đô thị cực bắc của bang Sachsen. Đô thị này có diện tích 49,15 ki lô mét vuông, dân số cuối năm 2006 là 2713 người.